# Hendrick Mommers
Hendrick Mommers, född i Haarlem omkring 1623, död 1693 eller 1697, var en nederländsk konstnär.
Mommers studerade troligen för Nicolaes Pieterszoon Berchem och Italien och verakde därefter huvudsakligen i Haarlem. Han målade främst landskap och genremåleri.